# 比斯卡鲁埃斯
比斯卡鲁埃斯，是西班牙阿拉贡自治区韦斯卡省的一个市镇。总面积30平方公里，总人口228人（2001年），人口密度8人/平方公里。